# Aporia (retoryka)
Aporia (z gr. ἀπορία aporía – „powątpiewanie; bezdroże; bezradność”, łac. dubitātiō) – figura retoryczna w formie pytania, wyrażającego wahania, wątpliwości, niedowierzania, sprzecznych odczuć wobec przedmiotu. Zwrot ten, skodyfikowany w regułach sztuki oratorskiej jako odrębna figura retoryczna, miał na celu przykucie uwagi słuchaczy, poruszenie ich i zaangażowanie w przebieg mowy. Stanowi bezpośredni zwrot kierowany przez mówcę do audytorium, będący chwilowym odejściem od tematu mowy; najczęściej umotywowana sytuacja, która w tym znaczeniu przybrała postać ujawnienia własnych wahań i rozterek.